# 火星探索計劃
火星探索計劃（MEP）是一項由NASA資助和領導探索火星的長期計劃。其成立於1993年，利用人造衛星、著陸器和火星車探索火星上生命的可能性，以及其氣候和自然資源。該計劃由NASA科學任務理事會下的行星科學部門中的道格·麥克奎斯遜管理。由於NASA 2013財政年度的預算減少40%，因此成立了火星計畫規劃小組（Mars Program Planning Group，MPPG），以幫助重整火星探索計劃，聚集NASA的技術、科學、營運和任務的領導者。

## 概述
火星探索計劃分析小組 (Mars Exploration Program Analysis Group) 於1999年10月首次召開會議，使科學界能夠投入規劃火星探索計劃。與大多數NASA任務一樣，火星探索任務的成本相當高。 例如，NASA的好奇號火星車（2012年8月登陸火星）的預算超過 25 億美元。 NASA也和歐洲太空總署（ESA）合作，以執行一項將火星土壤樣本送回地球的任務，該任務可能至少耗資50億美元，並需要十年時間才能完成。

### 目標
根據NASA的所說，火星探索計劃有四大目標，都與了解火星上是否存在生命有關。
- 確定火星上是否存在（或是曾經存在）生命– 為了了解火星的宜居程度，首先要評估這顆行星是否適合生命生存，即確定火星上是否曾經有生命存在。 而關於火星探索計劃的主要策略，如果火星上真的出現了生命，就需要有大量存在的水。因此，該計劃的其中一個重點目標是尋找存在、曾經或可能存在水地方，例如乾涸的河床、地表下方和火星的極地冰蓋。[8]

- 研究火星的氣候 – 火星探索計劃的另一個目標是研究火星現在和過去的氣候，以及影響火星氣候變化的因素。 目前已知的是，氣候受火星冰蓋的季節性變化、大氣中塵埃的移動以及地表與大氣之間水氣交換的調節影響。了解這些氣候現象能幫助科學家更有效的模擬火星過去的氣候，從而更深入的了解火星的歷史與動態。[9]

- 調查火星地質學 – 火星的地質與地球不同，例如：火星的巨型火山和其缺乏板塊運動。火星探索計劃的其中一個目標是了解這些火星與地球的差異，以及風、水、火山、隕石坑和其他過程造成現在的火星表面的方式。分析岩石可以幫助科學家了解火星歷史上一系列的事件，通過識別僅在水中形成的礦物質來判斷火星上是否存在（或是曾經存在）豐富的水，並判斷火星是否曾經有過磁場。[10]

- 為人類探索火星做好準備 –  載人火星任務是一項巨大的挑戰。 由於火星表面含有超氧化物且缺乏磁層和臭氧層來防止太陽輻射，科學家們必須盡可能多了解火星相關的事項，然後才能採取行動以實現將人類送上火星的目標。[11]

### 挑戰

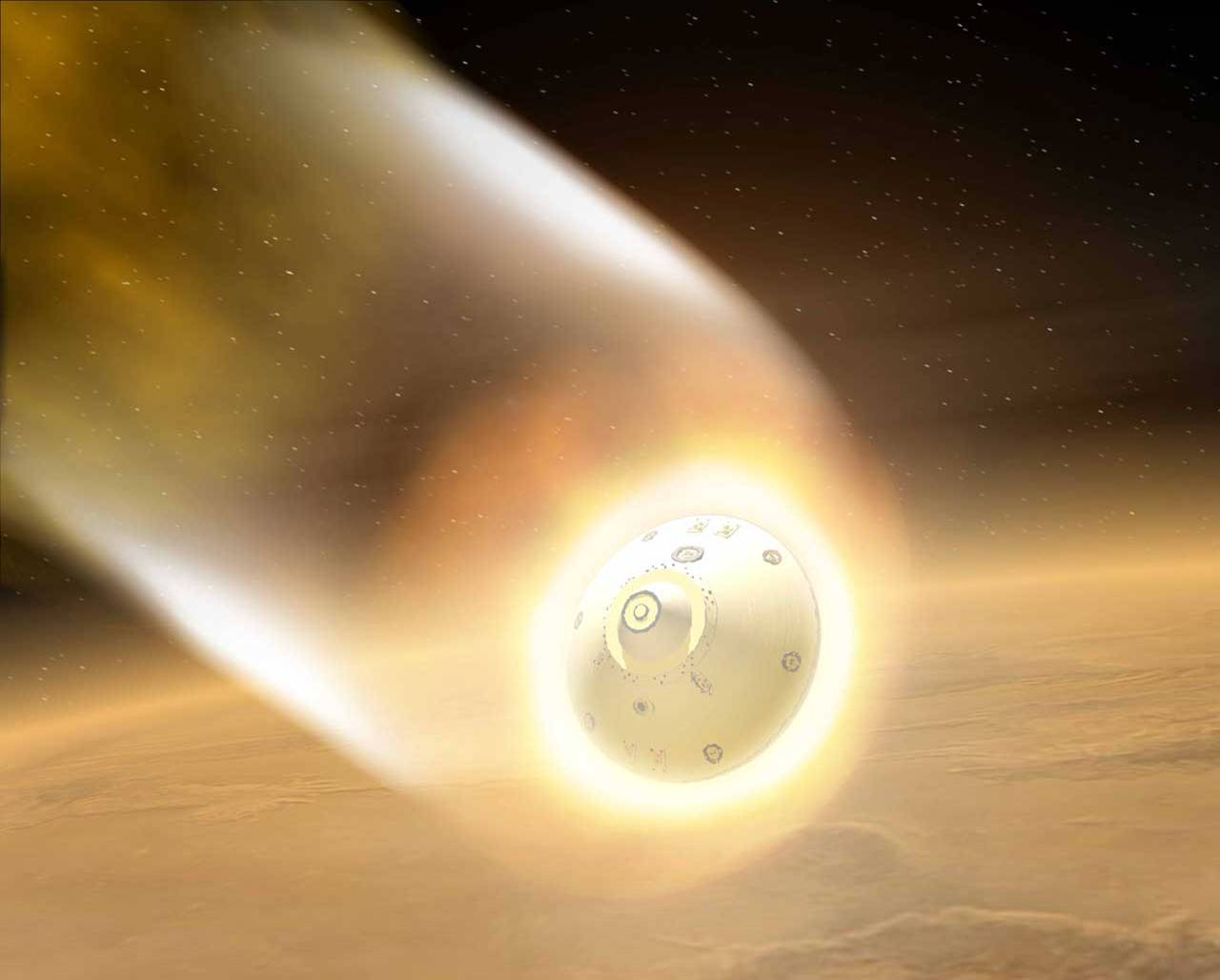
火星較稀薄的大氣層使到達的航天器的再入、下降和著陸操作更具挑戰性

因於巨大的工程挑戰，火星探索任務的失敗率是NASA歷年來所有任務中最高的。火星探索計畫的許多任務涉及航天器在火星的再入、下降和著陸 (EDL)，由於火星稀薄的大氣層和不平坦的表面，使得登陸火星更加困難。
火星的大氣層大約比地球稀薄100倍。因此探測器在下降過程中可能會無法達到可安全著陸的速度，且為了使用特定的雷達，必須低於一定的下降速度才可使用。所以必須開發其他能讓探測器減速的方式已達到目的。但火星的大氣在不同時刻的變化很大，使工程師無法開發所有任務中通用的再入、下降和著陸系統。 再加上火星地表地形多變，使得任務工程師需保守的選擇著陸地點，讓飛行器達到足夠的減速。
還有，在火星著陸的過程大約需要7分鐘，而火星和地球的通訊時間更長，因此再入、下降和著陸系統必須完全自主運行，才能完成著陸程序。
火星表面極不平坦，包含岩石、山地和隕石坑。對於著陸器而言，理想的著陸區域應該是平坦且沒有岩石的。由於這種地形在火星上非常少，起落架必須非常穩定以防止在著陸時出現翻倒和不穩定的問題。此外，這些著陸器的減速系統包括噴向地面的推進器，推進器在接近地面時很可能會直接噴射到地表，導致有許多碎石飛濺，甚至形成坑洞，對探測器的穩定性與安全性產生影響。
除了著陸器在地表翻覆與推進器的的問題之外，山丘、台地、隕石坑和低窪處等大型地形起伏也可能造成雷達在對地面掃描地形與距離時產生干擾的問題。因此，雷達和都卜勒雷達可能會在下降過程中錯誤測量離地高度，若飛行器在下降過程中越過山地或低漥處，針對著陸器著陸地點的演算法可能會被干擾而過早或過晚釋放著陸器。

## 歷史

### 緣起

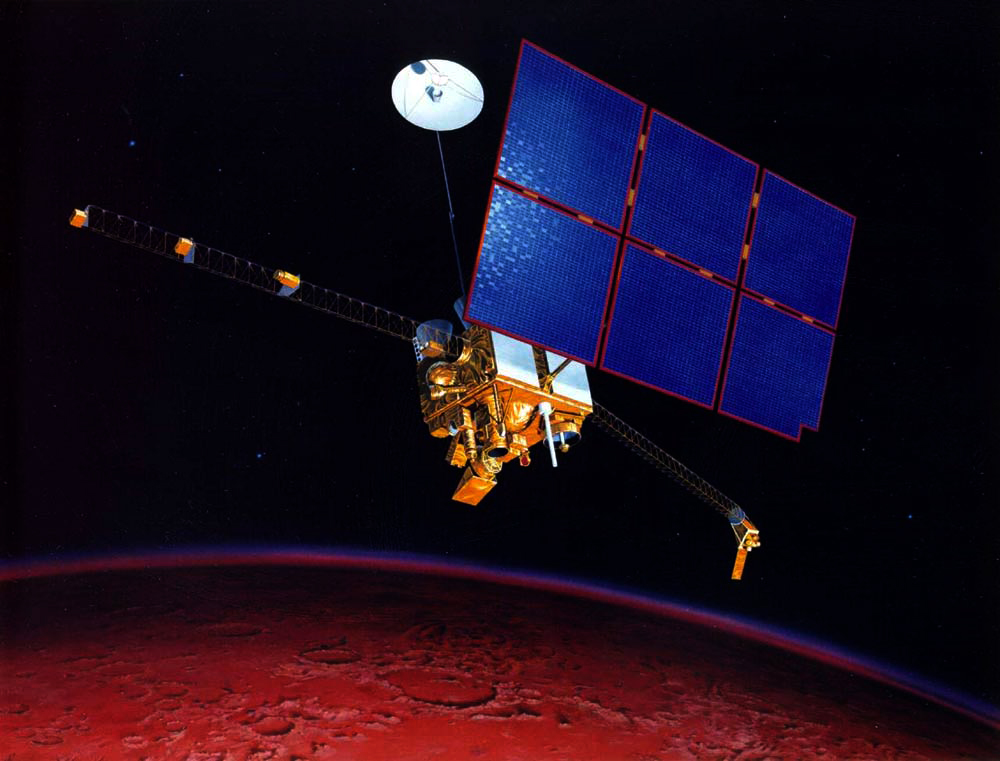
1993 年火星觀察者號的失踪促使形成一個有凝聚力的火星探索計劃

雖然在古代，巴比倫尼亞人、古埃及人、古希臘人已經在觀察火星了，但直到17世紀望遠鏡發明後，人們才對火星有近一步的研究。 歷史上首次向火星發射的探測器為蘇聯的火星1A號，但該探測器發射時未能達到地球軌道，任務失敗。 火星探測任務的失敗率非常高，將近有半數的探測器在開始執行主要探測任務前就失敗。
火星探索計劃是在1993年8月火星觀察者號衛星任務失敗後成立的。火星觀察者號是NASA自1975年維京1號和維京2號任務以來的首次火星任務，它攜帶了用於研究火星地質、天體物理學和氣候觀測的儀器。但是，在入軌前三天，它與地球失去了聯繫，最終任務失敗。

### 2000年代
在2000年代，NASA成立了火星偵察兵計劃，作為火星探索計劃的一部份，目的是向火星發送一系列小型且低成本的探測任務，這些任務是從科學界的提案中挑選出來的，預算上限為4.85億美元。該計劃中的第一個探測器是鳳凰號，它沿用了最初為2001火星奧德賽號製造的著陸器。而在2008年9月，NASA宣布MAVEN被選為第二次的火星偵察兵計劃任務，用於研究火星大氣。 經過兩次的任務後，NASA於2010年宣布，火星偵察兵計劃併入發現計劃。 洞察號最終被選為第12次發現計劃的任務，用於研究火星內部結構。

### 2010年代
2013財政年度，NASA的行星科學部門大幅削減了3億美元的預算，這使得NASA取消參與歐洲太空總署的ExoMars計劃，並對整個火星探索計劃進行了重新評估， 並成立火星計畫規劃小組，其目的是為探測器探索火星的程序架構奠定基礎。2012年 2月，火星探索計劃分析小組（MPPG）在華盛頓特區召開會議，討論2018年或2020年發射窗口期的候選任務，該計劃被稱為下一代的火星計劃（Mars Next Generation）。

## 任務

### 列表
| 任務             | 任務徽章              | 探測器探測器                 | 發射時間                               | 入軌/著陸日期                          | 發射火箭                               | 結果         | 任務時間     |
| ---------------- | --------------------- | ---------------------------- | -------------------------------------- | -------------------------------------- | -------------------------------------- | ------------ | ------------ |
| 火星全球探勘者號 |                       | 火星全球探勘者號             | 1996年11月7日 17:00                    | 1997年9月11日 01:17                    | 三角洲2號 7925                         | 成功         | 3249火星日   |
| 火星勘測者98     |                       | 火星氣候探測者號             | 1998年12月11日 18:45                   | 1999年9月23日 09:00(失敗)              | 三角洲2號 7425                         | 入軌失敗     | 無(入軌失敗) |
| 火星勘測者98     | 火星極地著陸者號      | 1999年1月3日 20:21           | 1999年12月3日 20:15(失敗)              | 三角洲2號 7425                         | 著陸失敗                               | 無(著陸失敗) |              |
| 火星探勘者2001   |                       | 未命名軌道器                 | 任務取消(探測器改製為2001火星奧德賽號) | 任務取消(探測器改製為2001火星奧德賽號) | 任務取消(探測器改製為2001火星奧德賽號) | 任務取消     | N/A          |
| 火星探勘者2001   | 未命名著陸器          | 任務取消(探測器改製為鳳凰號) | 任務取消(探測器改製為鳳凰號)           | 任務取消(探測器改製為鳳凰號)           | 任務取消                               |              | N/A          |
| 火星探勘者2001   | 「瑪麗·居里號」火星車 | 任務取消                     | 任務取消                               | 任務取消                               | 任務取消                               |              | N/A          |
| 2001火星奧德賽號 |                       | 火星奧德賽號                 | 2001年4月7日 15:02                     | 2001年10月24日 12:21                   | 三角洲2號 7925-9.5                     | 運作中       | 進行中       |
| 火星探測漫遊者   |                       | 精神號                       | 2003年6月10日 17:58                    | 2004年1月4日 04:35                     | 三角洲2號 7925-9.5                     | 成功         | 2623火星日   |
| 火星探測漫遊者   | 機遇號                | 2003年7月7日 03:18           | 2004年1月25日 05:05                    | 三角洲2號 7925H-9.5                    | 成功                                   | 5352火星日   |              |
| 火星偵察軌道衛星 |                       | 火星偵察軌道衛星             | 2005年8月12日 11:43                    | 2006年3月10日 21:24                    | 擎天神5號 401 (AV-007)                 | 運作中       | 進行中       |
| 鳳凰號火星探測器 |                       | 鳳凰號                       | 2007年8月7日 09:26                     | 2008年5月25日 23:53                    | 三角洲2號 7925                         | 成功         | 157火星日    |
| 火星科學實驗室   |                       | 好奇號                       | 2011年11月26日 15:02                   | 2012年8月6日 05:17                     | 擎天神5號 541 (AV-028)                 | 運作中       | 進行中       |
| MAVEN            |                       | MAVEN                        | 2013年11月18日 18:28                   | 2014年9月22日 02:24                    | 擎天神5號 401 (AV-038)                 | 運作中       | 進行中       |
| 洞察號火星探測器 |                       | 洞察號                       | 2018年5月5日 11:05                     | 2018年11月26日 19:52                   | 擎天神5號 401                          | 運作中       | 進行中       |
| 火星2020         |                       | 毅力號                       | 2020年7月30日 11:50                    | 2021年2月18日 20:55                    | 擎天神5號 541 (AV-088)                 | 運作中       | 進行中       |
| 火星2020         | 機智號                | 運作中                       | 2020年7月30日 11:50                    | 2021年2月18日 20:55                    | 擎天神5號 541 (AV-088)                 | 進行中       |              |

以上時間皆為UTC(世界協調時間)

## 附註
1. 1 2  同為火星偵察兵計畫的任務

## 外部連結
- 火星探索計畫官網 （页面存档备份，存于）(噴氣推進實驗室)
- 火星探索計劃分析小組(MEPAG)官網 （页面存档备份，存于） (噴氣推進實驗室)